# Хатанки
Хатанки — деревня в Волоколамском районе Московской области России. Входит в состав сельского поселения Осташёвское. Население — 1 чел. (2010).

## География
Деревня Хатанки расположена на западе Московской области, в юго-западной части Волоколамского района, примерно в 28 км к юго-западу от города Волоколамска. Рядом протекает река Колоповка (бассейн Москвы).
Связана автобусным сообщением с районным центром и селом Карачарово. В 10 км к западу от деревни проходит автодорога Р90. Ближайшие населённые пункты — село Болычево, деревни Лисавино, Бабошино и Медвёдки.

## Население
| 1852 | 1859 | 1926 | 2002 | 2006 | 2010 |
| ---- | ---- | ---- | ---- | ---- | ---- |
| 279  | ↗280 | ↘235 | ↘2   | →2   | ↘1   |

## История
В «Списке населённых мест» 1862 года Хотанки — владельческая деревня 2-го стана Можайского уезда Московской губернии по левую сторону торгово-просёлочного Гжатского тракта, в 35 верстах от уездного города, при реке Малой Тяженке, с 34 дворами и 280 жителями (133 мужчины, 147 женщины).
По данным 1890 года входила в состав Карачаровской волости Можайского уезда, число душ мужского пола составляло 134 человека.
В 1913 году — 40 дворов, земское училище и овощная лавка.
По материалам Всесоюзной переписи 1926 года — деревня Бабошинского сельсовета Карачаровской волости Можайского уезда, проживало 235 жителей (99 мужчин, 136 женщин), насчитывалось 50 крестьянских хозяйств.
С 1929 года — населённый пункт в составе Можайского района Московского округа Московской области. Постановлением ЦИК и СНК от 23 июля 1930 года округа как административно-территориальные единицы были ликвидированы.
1929—1939 гг. — центр Хатанковского сельсовета Можайского района.
1939—1954 гг. — центр Хатанковского сельсовета Осташёвского района.
1954—1957 гг. — деревня Болычевского сельсовета Осташёвского района.
С 7 декабря 1957 года — деревня Болычевского сельсовета Можайского района, а с 31 декабря того же года — Болычевского сельсовета Волоколамского района.
1958—1963 гг. — деревня Болычевского сельсовета Волоколамского района.
1963—1965 гг. — деревня Болычевского сельсовета Волоколамского укрупнённого сельского района.
1965—1994 гг. — деревня Болычевского сельсовета Волоколамского района.
В 1994 году Московской областной думой было утверждено положение о местном самоуправлении в Московской области, сельские советы как административно-территориальные единицы были преобразованы в сельские округа.
1994—2006 гг. — деревня Болычевского сельского округа Волоколамского района.
С 2006 года — деревня сельского поселения Осташёвское Волоколамского муниципального района Московской области.